# Алтьотинг
Алтьотинг (на немски: Altötting) е окръжен град в Горна Бавария, Германия с 12 521 жители (към 31 декември 2012) на около 90 километра източно от Мюнхен. Градът е място за поклонничество на „Черната Мадона“.
Разположен е на 403 метра надморска височина на Баварското плато.
В „Параклиса на милостта“ (Gnadenkapelle) са погребани сърцата на един император, 6 крале, 3 баварски курфюрстове, 11 княжески съпруги, 5 епископа и 2 други княжески личности от Вителсбахите.